# Alpha Protocol
Alpha Protocol (em português: Protocolo Alpha) é um jogo eletrônico de RPG de ação lançado em junho de 2010. O jogo foi produzido pela Obsidian Entertainment e distribuído pela Sega.
No Brasil e na Europa, o jogo recebeu classificação indicativa para maiores de dezoito anos. Já nos Estados Unidos, a classificação se restringe a maiores de dezessete anos.

## Enredo
No game, o jogador controla o agente Michael Thorton, que se vê em apuros após uma missão de sua agência ter falhado. Descartado pelo governo, por ironia, Thorton é o único com a informação necessária para impedir uma catástrofe de proporções internacionais.

## Jogabilidade
O jogo conta com um sistema de conversa parecido com o do jogo Mass Effect, com diferentes possibilidades de resposta, e, consequentemente, resultados diferentes. Há também vários "caminhos" a seguir, definindo suas missões e o resultado de cada.